# What Maisie Knew (filme)
What Maisie Knew (bra: Pelos Olhos de Maisie; prt: O Que a Maisie Sabe) é um filme de drama americano, baseado na Obra Homónimo de Henry James, o longa tem direção de Scott McGehee e David Siegel. O Filme estreou em Setembro de 2012 no Festival Internacional de Cinema de Toronto, mas só chegou as Salas de Cinema no dia 3 de Maio de 2013.

## Sinopse
A roqueira Susanna (Julianne Moore) e o galerista Beale (Steve Coogan) vivem às turras ultimamente, até que, por fim, decidem se separar. A pequena Maisie (Onata Aprile) fica no meio, como acontece tantas vezes, e vira moeda para os pais cutucarem um ao outro.

## Elenco
- Julianne Moore como Susanna
- Onata Aprile como Maisie
- Alexander Skarsgård como Lincoln
- Steve Coogan como Beale
- Joanna Vanderham como Margo
- Emma Holzer como Holly

## Recepção

### Resposta da crítica
What Maisie Knew recebeu críticas geralmente positivas. No Rotten Tomatoes, o filme detém uma classificação de 86%, com base em 108 críticas, com uma classificação média de 7,7/10. O consenso do site afirma: “Às vezes é inegavelmente difícil de assistir, mas What Maisie Knew acaba crescendo com a força de seu roteiro de origem sólida, performances poderosas e direção empática.” No Metacritic, o filme tem uma pontuação de 74 em 100, com base nas críticas de 32 críticos, indicando “críticas geralmente favoráveis”.